# Segovia (Roussel)
Segovia is een compositie van Albert Roussel. Het is een werkje van rond de drie minuten geschreven voor de gitarist Andrés Segovia. Hij was het dan ook die dit korte stukje voor het eerst uitvoerde en wel op 25 april 1925 in Madrid. Het stuk staat bekend als middelmoeilijk; het tempo is allegro non troppo.

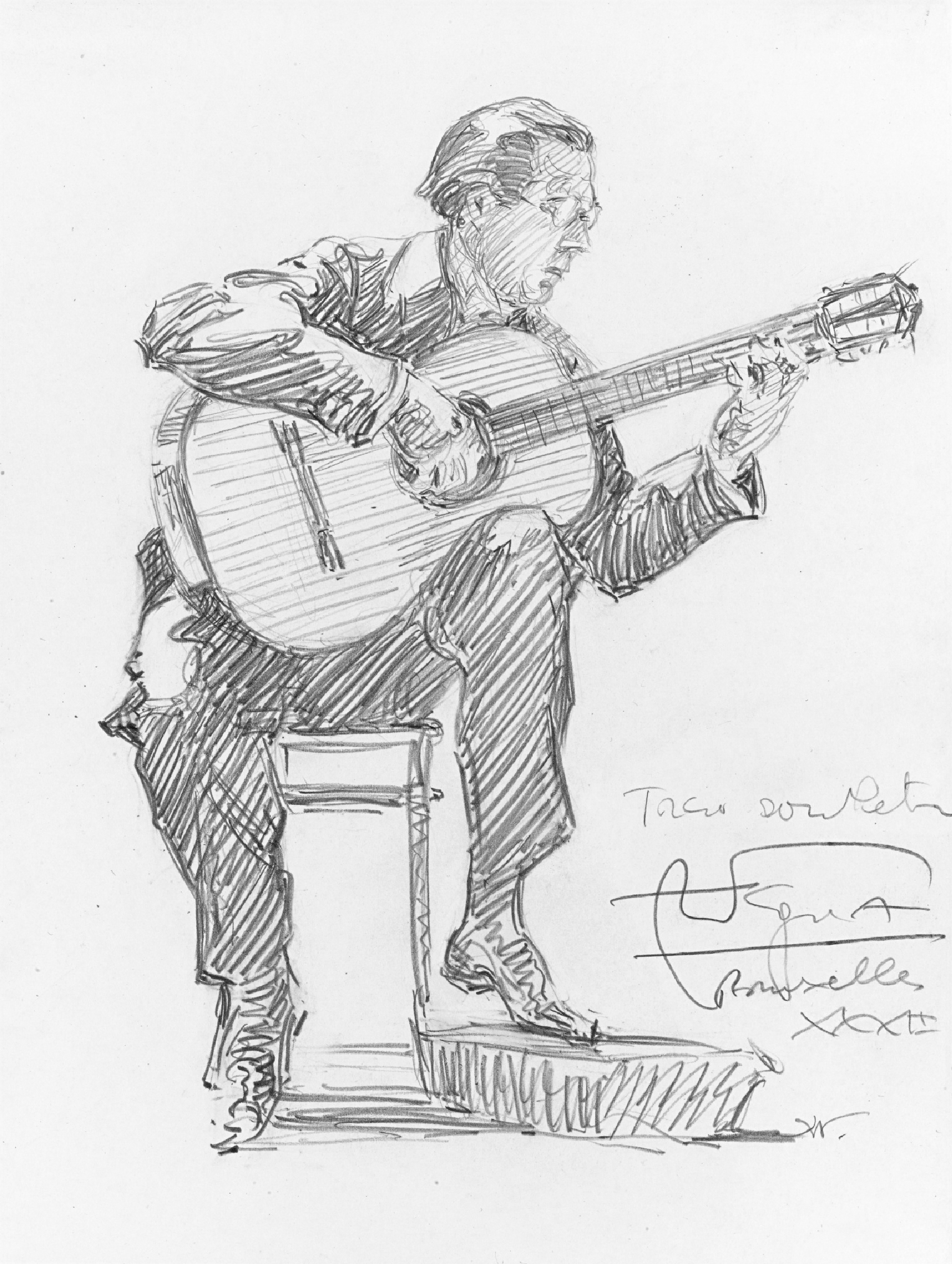
Segovia (1932)

Roussel schreef er later een transcriptie voor piano van.